# U-869
U-869 – niemiecki okręt podwodny (U-Boot) typu IX C/40 z okresu II wojny światowej.
Okręt wyszedł na pierwszy i jedyny patrol bojowy z bazy w Norwegii w grudniu 1944. Dowódcą był kapitan Hellmut Neuerburg. Po wyjściu w morze okręt otrzymał drogą radiową rozkaz patrolowania w pobliżu amerykańskiego wschodniego wybrzeża. Następnie dowództwo wysłało rozkaz kierujący go w okolice Gibraltaru, który jednak najprawdopodobniej nie dotarł do okrętu. W oficjalnych sprawozdaniach amerykańskich sporządzonych po wojnie okręt mylnie uznano za zatopiony u wybrzeży Afryki. W rzeczywistości okręt zatonął w pobliżu Nowego Jorku w lutym 1945, najprawdopodobniej zatopiony 11 lutego przez niszczyciele USS „Howard D. Crow” i USS „Koiner”. Atak na kontakt sonarowy prawie dokładnie na pozycji, gdzie spoczywa wrak, jest zanotowany w dziennikach okrętowych obu jednostek z 11 lutego. Zatopienie okrętu podwodnego nie zostało jednak uznane po wojnie, gdyż według zdobytych niemieckich dokumentów badanych przez Aliantów nie było w miejscu ataku żadnych niemieckich okrętów (uznano, że U-869 popłynął do Gibraltaru według rozkazu, a niszczyciele zaatakowały stary wrak na dnie. Według wcześniejszej teorii, okręt zatopiła własna, wadliwa torpeda). 
Wrak leżący na głębokości 73 m został odnaleziony w 1991 i zidentyfikowany w 1997. Opis znalezienia i identyfikacji wraku przez amatorskich płetwonurków został opisany przez Roberta Kursona w książce Shadow Divers (W pogoni za cieniem). Wydarzenia te są też ukazane w telewizyjnym filmie dokumentalnym „Hitler's Lost Sub” (Zaginiony okręt podwodny Hitlera) z serii PBS Nova.